# أرتور سايماسزكو
أرتور سايماسزكو هو لاعب كرة قدم بولندي في مركز الدفاع، ولد في 29 نوفمبر 1996 في غانا. لعب مع لاسك لينتس.

## وصلات خارجية
- أرتور سايماسزكو على موقع قاعدة بيانات كرة القدم.إي يو (الإنجليزية)
- أرتور سايماسزكو على موقع Soccerway.com (الإنجليزية)